# Iwan Panajew
Iwan Iwanowicz Panajew (ros. Иван Иванович Панаев, ur. 15 marca?/27 marca 1812 w Sankt Petersburgu, zm. 18 lutego?/2 marca 1862 tamże) – rosyjski pisarz, wydawca, krytyk literacki i dziennikarz. Jego żoną była Awdotia Jakowlewna Gołowaczowa (1820–1893).

## Wybrane dzieła
- Literaturnyâ vospominanìâ i vospominanìâ o Bělinskom I. I. Panaeva. Santkpeterburg : V. Kovalevskìj, 1876
- (tłum. Jadwiga Dmochowska). Wspomnienia literackie. Warszawa : Państwowy Instytut Wydawniczy, 1955